# بول فوستر (كاتب أمريكي)
بول فوستر (بالإنجليزية: Paul Foster)‏ هو كاتب ومؤلف ومخرج أمريكي، ولد في 15 أكتوبر 1931 في بينس غروف في الولايات المتحدة.

## وصلات خارجية
- بول فوستر على موقع قاعدة بيانات برودواي على الإنترنت (الإنجليزية)